# صدر جؤجؤي
الصَدْرٌ الجُؤْجُؤِيّ أو الصدر الحمامي هو تشوهٌ صدري يُميز من خلال قَصّ بارز، يحدث غالباً كنتيجة للرَخَد الطفولي، ويسمى أيضاً بـصَدْر الحمامة. ويتصف ببروز عظم القص للأمام بفعل تقوس الغضاريف الضلعية السفلى (عادة الرابعة إلى الثامنة)، وقد يكون البروز متناظراً أو غير متناظر، وقد يترافق بجنف في العمود الفقري، ويسبب الصدر الحمامي أحياناً نقص تحمل الجهد واضطرابات النظم. وتصلح الآفة بطريقة مشابهة لعملية الصدر الزورقي.

## الأسباب
يعتقد بأن سببه النمو المفرط الغير منسق للقفص الصدري. وهناك ثلاث طرق للإصابة:
- جراحة القلب المفتوح وهي الأقل شيوعاً.
- الولادة: يصبح واضحاً عند مرحلة المراهقة المبكرة عند النمو السريع.[2]
- خلل خلقي: قد يحدث بدون أي مرض بشكل انفرادي، وقد يحدث بالاشتراك مع بعض الأمراض والمتلازمات مثل متلازمة مارفان وهو خلل في النسيج الضام، ومتلازمة بولاند.[2]

## انتشار المرض
- يعاني 1 من كل 400 شخص من تشوهات الصدر.[3]
- يصيب الذكور أكثر من الإناث

## الأعراض
- نقص القدرة على التحمل.
- قد يترافق مع تشوهات أخرى كالجنف وآفات القلب الولادية

## العلاج
- استخدام دعامة وهي تتكون من لوحات ضغط أمامية وخلفية التي ترتكز على قضبان ألومنيوم.[4]
- إجراء عملية جراحية، باستئصال الغضاريف الضلعية المصابة وإجراء خزع معترض في عظم القص تحت مستوى حدبة لويس لإعادته لوضعه الطبيعي.

## اقرأ أيضاً
- قفص صدري
- صدر قمعي